# Tasten in de toekomst
Tasten in de toekomst is een verhandeling geschreven door Arthur C. Clarke.
Het originele boek verscheen in 1962 onder de titel Profiles of the future. Uitgeverij Het Spectrum gaf het begin 1964 uit in een vertaling van A.J. Richel in de serie Prisma Pockets. 
Clarke verkent in het boek de mogelijkheden en onmogelijkheden van voorspellingen. In negentien hoofdstukken gaat Clarke per thema in op wat in de toekomst mogelijk is en wat niet. In het voorwoord en ook in de eerste hoofdstukken wijst Clarke erop dat toekomstvoorspellingen tot dan toe er vaak naast zaten, of de voorspeller zaken nu uit de losse pols beweerde of dat het wetenschappelijk onderbouwd werd. Om te voorkomen dat Clarke in dezelfde val zou lopen, hield hij de (on-)mogelijkheden open. Een aantal van zijn voorspellingen is sindsdien uitgekomen. bij een aantal is er in 2017 nog steeds sprake van onmogelijkheid, zoals sneller reizen dan het licht of reizen door de tijd. Clarke ging uit van drie uitgangspunten, waar komt het vandaan, waar moet het naar toe en hoeveel tijd neemt het in beslag.
Het boek wordt afgesloten met een tijdtabel omtrent (destijds) te verwachten zaken. Een landing op de Maan voorzag hij rond 1970 (vond plaats in 1969), de landing op een andere planeet rond 1980 (in 2017 nog niet plaatsgevonden). In 2010 stond het beheersen van het klimaat op het programma, hetgeen in 2017 nog niet mogelijk is.
In 1972/1973 kwam Clarke met een herziening, waarbij hij tot de Drie wetten van Clarke kwam. De eerste wet is al terug te vinden in het origineel: "Wanneer een vooraanstaand maar oude geleerde beweert dat iets mogelijk is, heeft hij vrijwel zeker gelijk. Wanneer hij beweert dat iets onmogelijk is, heeft hij hoogstwaarschijnlijk ongelijk". Hij zag het als een uitkomst van een gemis aan verbeeldingskracht. Hij onderbouwde dat met het voorbeeld dat terwijl er al blauwdrukken beschikbaar waren om te bewijzen dat vliegreizen tot de mogelijkheden behoorde, wiskundige Simon Newcomb 'bewees' dat een flying machine nooit een mens zou verplaatsen.